# Ли Хён Джэ
Ли Хён Джэ (кор. 이현재?, 李賢宰?; род. 20 декабря 1929, Хонсон) — южнокорейский политик, премьер-министр Южной Кореи с марта по декабрь 1988 года.
Он является председателем комитета премии Хо-Ам и советником Корейской ассоциации экономики культуры.